# 曼殊院道
曼殊院道（まんしゅいんみち）は京都市左京区の東西の通りの一つで、川端通から東へ曼殊院門前に至る。

## 沿道の主な施設
- 曼殊院
- 鷺森神社
- 詩仙堂
- 狸谷山不動院
- 八大神社　一乗寺下り松
- 叡山電鉄一乗寺駅
- 恵文社一乗寺店
- 京都市立修学院中学校
- 京都市立修学院第二小学校